# Zwartoogkonijnvis
De zwartoogkonijnvis (Siganus puelloides) is een straalvinnige vissensoort uit de familie van konijnvissen (Siganidae). De wetenschappelijke naam van de soort is voor het eerst geldig gepubliceerd in 1979 door Woodland & Randall.